# Milan Jovanović (labdarúgó, 1981)
Milan "Lane" Jovanović (cirill betűkkel: Милан "Лане" Јовановић; Bajina Bašta, Jugoszlávia, 1981. április 18.) szerb válogatott labdarúgó.

## Pályafutása

### Liverpool
Jovanović 2010 első felében, még Rafael Benítez edzősége alatt kötött előre szóló szerződést a Liverpoollal, majd július 8-án 3 évre írt alá az angol klubhoz.

### Anderlecht
A szerb támadó 2011. augusztus elején tért vissza Belgiumba, az Anderlecht csapatához.

### A válogatottban
A szerb válogatott-beli debütálása Finnország ellen történt, 2007. június 2-án. Ezt a meccset Szerbia nyerte 2–0-ra, úgy, hogy Jovanović szerezte a második gólt. Jovanović volt a szerb válogatott gólkirálya a 2010-es labdarúgó világbajnokság selejtezőjén. 2010. május 21-én a szerb válogatott edzője, Radomir Antić meghívta Szerbia keretébe a 2010-es labdarúgó világbajnokságra. 2010. június 18-án első gólját lőtte világbajnokságon, Németország ellen a D csoport meccsén, amelyet Szerbia nyert meg 1–0-ra.

## Sikerei, díjai

### Csapatban
Sahtar Doneck
- Ukrán kupa: 2004

Lokomotyiv Moszkva
- Orosz Premjer Liga: 2004

Standard de Liège
- Jupiler League: 2007–08, 2008–09
- Belga Szuperkupa: 2008, 2009

### Egyéni elismerései
- Az év belga focistája: 2007–08
- Belga Aranycipő: 2009